# П'єр Ніне
П'єр Ніне́ (фр. Pierre Niney, нар. 13 березня 1989, Париж) — французький актор, режисер та сценарист. Відомий передусім завдяки головній ролі у байопіку «Ів Сен-Лоран» Джаліля Леспера, за яку був удостоєний Премії «Сезар» за найкращу чоловічу роль.

## Біографія
П'єр Ніне — син Франсуа Ніне, професора документального кіно в Еколь Нормаль, La Fémis (Інститут кінематографії) і Інституті політичних досліджень. Завдяки батьку, з ранніх років П'єр активно цікавився театром і акторською грою. Його дитинство проходило в 14-му окрузі Парижа, де він здійснив свої перші кроки на театральній сцені в 11-річному віці. Закінчив ліцей Клода Моне з бакалаврськими дипломом з театрального мистецтва. Після курсів в Compagnie Pandora, він успішно склав вступні іспити до престижної театральної школи Cours Florent, де навчався два роки, перш ніж поступити до Вищої національної консерваторії драматичного мистецтва у Парижі.
16 квітня 2010 року П'єр Ніне був прийнятий до Комеді Франсез, ставши в 21 рік наймолодшим актором цієї трупи.
Після кількох вистав у театрі, П'єр Ніне знімається в низці короткометражних фільмів, перш ніж з'явитися, нарешті, на великому екрані у фільмі «ЛОЛ» Лізи Азуелос.
У 2012 році П'єр Ніне потрапив у номінацію на французьку кінопремію «Сезар» за виконання ролі у фільмі «Я люблю дивитися на дівчат» (2011). За виконання ролі Іва Сен-Лорана в однойменному біографічному фільмі 2014 року отримав «Сезара» за найкраще виконання чоловічої ролі.
У 2014 році Ніне відзначений Призом Патріка Девара, який присуджують під патронатом Міністерства культури Франції молодим талановитим чоловікам-акторам.
У 2017 році зіграв у фільмі Еріка Барб'є «Обіцянка на світанку» роль Ромена Гарі — видатного французького офіцера, дипломата і письменника, який двічі став лауреатом Гонкурівської премії.

## Фільмографія
| Кіно | Кіно                          | Кіно                                    | Кіно                     | Кіно |
| Рік  | Фільм                         | Оригінальна назва                       | Роль                     | Примітки |
| ---- | ----------------------------- | --------------------------------------- | ------------------------ | --- |
| 2006 | Ви не бачили Леона            | Z'avez pas vu Léon                      |                          | |
| 2007 | Втіха                         | La Consolation                          |                          | короткометражний                                                                                             |
| 2008 | Нам 18 років                  | Nos 18 ans                              | Лоїк                     | |
| 2009 | Непокірні                     | Réfractaire                             | Арман                    | |
| 2009 | ЛОЛ                           | LOL                                     | Жульєн                   | |
| 2009 | Армія злочинців               | L'Armée du crime                        | Анрі Кельтекіан          | |
| 2010 | Танення льоду                 | La Fonte des glaces                     | Габриель                 | короткометражний                                                                                             |
| 2010 | Закохані невротики            | Les Émotifs anonymes                    | Людо                     | |
| 2010 | Чорні небеса                  | L'Autre Monde                           | Ян                       | |
| 2011 | Сніги Кіліманджаро            | Les Neiges du Kilimandjaro              | офіціант                 | |
| 2011 | Я люблю дивитися на дівчат    | J'aime regarder les filles              | Прімо                    | Номінація — Премія «Сезар» найперспективнішому актору                                                        |
| 2012 | Як брати                      | Comme des frères                        | Максим                   | Номінація — Премія «Сезар» найперспективнішому актору Номінація — Премія «Люм'єр» найперспективнішому актору |
| 2013 | Прикинься моїм хлопцем        | 20 ans d'écart                          | Бальтазар                | Премія найкращому актору Кінофестивалю романтичного кіно у Кабурі                                            |
| 2014 | Ів Сен-Лоран                  | Yves Saint Laurent                      | Ів Сен-Лоран             | Премія «Сезар» за найкращу чоловічу роль Номінація — Премія «Люм'єр» найкращому актору                       |
| 2015 | Ідеальний чоловік             | Un homme idéal                          | Метью                    | |
| 2015 | Одіссея                       | L'Odyssée                               | Філіп Кусто              | |
| 2016 | П'ять                         | Five                                    | Самуель                  | |
| 2016 | Франц                         | Frantz                                  | Адріен                   | |
| 2016 | Одіссея                       | L'Odyssée                               | Філіп Кусто              | |
| 2017 | Обіцянка на світанку          | La Promesse de l'aube                   | Роман Кацев (Ромен Гарі) | |
| 2020 | Коханці                       | Amants                                  | Сімон                    | |
| 2021 | Агент 117: З Африки з любов'ю | OSS 117 : Alerte rouge en Afrique noire | Агент 1001               | |

## Визнання

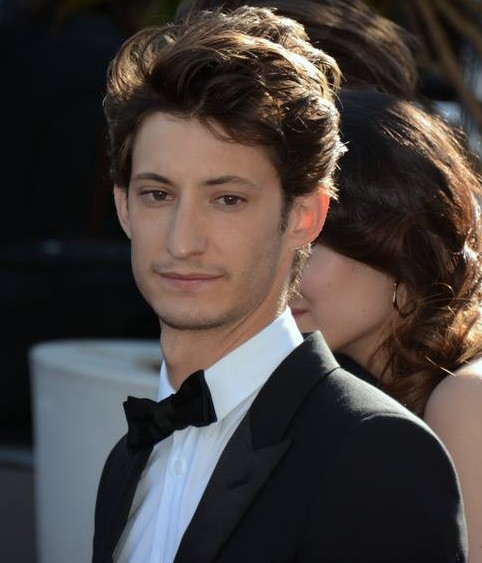
П'єр Ніне на Каннському кінофестивалі, 2013

Від січня 2015 року П'єр Ніне є кавалером французького Ордена Мистецтв та літератури.
| Рік                    | Категорія                | Номінант               | Результат |
| ---------------------- | ------------------------ | ---------------------- | --------- |
| Премія «Сезар»         |                          |                        |           |
| 2012                   | Найперспективніший актор | Сніги Кіліманджаро     | Номінація |
| 2013                   | Найперспективніший актор | Як брати               | Номінація |
| 2015                   | Найкращий актор          | Ів Сен-Лоран           | Перемога  |
| 2017                   | Найкращий актор          | Франц                  | Номінація |
| Премія «Люм'єр»        |                          |                        |           |
| 2013                   | Найкращий молодий актор  | Як брати               | Номінація |
| 2015                   | Найкращий актор          | Ів Сен-Лоран           | Номінація |
| Кінофестиваль у Кабурі |                          |                        |           |
| 2013                   | Найкращий актор          | Прикинься моїм хлопцем | Перемога  |
| Приз Патріка Девара    |                          |                        |           |
| 2012                   | Найкращий актор          | Найкращий актор        | Перемога  |
| Кришталевий глобус     |                          |                        |           |
| 2015                   | Найкращий актор          | Ів Сен-Лоран           | Перемога  |